# ステファン・サンデー
サニー（Sunny）ことステファン・オバヤン・サンデー（Stephen Obayan Sunday, 1988年9月17日 - ）はナイジェリアの元サッカー選手。ナイジェリア・ラゴス出身。現役時代のポジションはミッドフィールダー。

## 経歴
ナイジェリアのサッカークラブであるFCエベデイでそのキャリアをスタートさせる。
2003年、仲介人に騙され所属チームの当てが無いままベルギー、フランスと渡り歩きスペインに到着、不法移民となる。04年夏、移民チームの一員として、ラージョ・バジェカーノ・フベニールとの練習試合に出場。その試合を見ていた代理人に声を掛けられ、ポリ・エヒドのテストを受ける。見事合格し、5年契約を結んだ。背番号は24。1年目からトップチームの試合にも出場し、前後して正式な移民となっている。
ポリ・エヒドでの活躍に対してマンチェスター・ユナイテッドFC、リヴァプールFC、SSCナポリ、レアル・マドリード、レアル・ベティス、デポルティボ・ラ・コルーニャ、バレンシアCF、セルタ・デ・ビーゴといった欧州のクラブが注目したが、最終的にバレンシアを選び、2007年8月に移籍金180万ユーロでバレンシアに加入した。「バレンシアの一員となれたのは、これまでのサッカー人生で最高の思い出」と語っている。2008-09シーズンはCAオサスナへ、2009-10シーズンはレアル・ベティスへレンタル移籍した。
2011年1月19日、CDヌマンシアにレンタル移籍した。
2013年7月30日、ブネイ・サフニンFCに移籍した。
2014年1月3日、PFC CSKAソフィアに移籍した。
2015年、アランヤスポルに移籍した。
2016年1月21日、レアル・ソルトレイクに移籍した。
2019年7月、パフォスFCに加入した。

## 代表歴
2007年2月、スペイン国籍を取得。ナイジェリア出身の移民としてナイジェリア代表とスペイン代表のどちらでもプレーすることが可能であるが、UEFA U-19欧州選手権2006にはU-19スペイン代表として、U-20ワールドカップにはU-20スペイン代表として参加している。
2010年9月、アフリカネイションズカップ2012予選のギニア代表戦でナイジェリア代表から初招集を受け、初出場した。

## エピソード
家族はナイジェリアで貧しく農業を営んでおり、ポリ・エヒドでの初任給は全額家族に送金した。現在も給料の半分を家族へ仕送りしている。また、同国で困窮にあえぐ人々に服などを贈って援助している。
さらには、不法移民としてマドリードに到着した際に同じ不法移民達に助けてもらった恩義から、彼らにも服や現金を贈るなどの援助をしている。したがって、彼の預金口座は常に残高0である。

## 所属クラブ
- ポリ・エヒド 2005-2007
- バレンシアCF 2007-2011

→ CAオサスナ (loan) 2008-2009
→ レアル・ベティス (loan) 2009-2010
→ CDヌマンシア (loan) 2011
- CDヌマンシア 2011-2013
- ブネイ・サフニンFC 2013
- PFC CSKAソフィア 2014-2015
- アランヤスポル 2015-2016
- レアル・ソルトレイク 2016-2018

→ レアル・モナークス 2016-2017
- パフォスFC 2019-2020